# Heinz Werner (psychologue)
Pour les articles homonymes, voir Heinz Werner et Werner.
Heinz Werner est un psychologue austro-américain d'origine juive né le 11 février 1890 à Vienne (Autriche) et décédé le 14 mai 1964 à Worcester, dans le Massachusetts. Psychologue du développement, il a également travaillé sur la perception, l'esthétique et le langage.

## Enfance
Heinz Werner est le second d'une famille de quatre enfants et le premier garçon. Son père Leopold Werner, un commerçant, meurt lorsqu’il a quatre ans, laissant sa mère Emilie Klauber Werner seule pour élever leurs quatre enfants. Malgré la mort de son père, sa famille ne souffre pas financièrement celle-ci étant bien pourvue dans ce domaine. Werner effectue donc son parcours scolaire à Vienne de la primaire au lycée.
En dehors de l'école il développe plusieurs centres d’intérêts notamment la musique et plus particulièrement le violon mais également les sciences. Âgée de peine de 10 ans son intérêt se porte surtout sur les livres portant sur la théorie de l'évolution. Des intérêts dont s'inspireront ses expériences universitaires.

## Ses études à l'université
Il entre en 1908 à la Technische Hochschule, une université allemande spécialisée dans les sciences d'ingénieries afin de devenir ingénieur. Un an après il réalise qu'il ne souhaite pas poursuivre dans cette voie et se fait transférer à l'université de Vienne avec l'intention de devenir compositeur et historien de la musique. Pendant qu'il est à l'université il est confronté à un grand nombre de nouvelles matières. Il développe alors un grand intérêt pour la philosophie et la psychologie.
De 1912 à 1913 il publie de nombreux articles dont le premier est A Genetic Table of Conceptual Forms. Sa thèse The Psychology of Esthetic Enjoyment est acclamé, il reçoit le titre de docteur et Heinz Werner est élevé au rang de summa cum laude en 1914,.

## Carrière
Après l'obtention de son diplôme, Werner reste à l'université en tant qu'assistant, période durant laquelle il travaille avec Sigmund Exner à l'Institut Universitaire de Physiologie. De 1914 à 1917 après un court service militaire civique il conduit des recherches à la fois à l'université de Munich et à l'université de Vienne. Des recherches portant sur les facteurs rythmiques dans la création et la perception des mélodies chez les enfants âgés de 2 ans et demi à 5 ans. En 1917 il devient l'assistant de William Stern à l'Institut Psychologique de Hambourg. 
Finalement en 1921, l'université de Hambourg lui donne le poste de privatdozent (enseignant qui occupe des postes à titres privés dans des universités allemandes, suisses et autrichiennes). Une fonction qu'il occupe pendant 12 ans.
Bien qu'impliqué dans plusieurs disciplines à l'université de Hambourg. La majorité de son travail porte sur la perception (dont les problèmes de perceptions), le développement, et les facteurs d'esthétique-expressifs dans le discours.
Durant le temps passé à l'université, il a énormément travaillé sur ses recherches et a publié de nombreux articles dans ces champs, il a en parallèle porté le titre de coéditeur de la revue scientifique Zeitschrift für Psychologie. À la suite de la montée en puissance des nazis il quitte son poste à l'université de Hambourg et part aux États-Unis après avoir accepté un poste à l'université du Michigan.

## Les dernières années
Pendant 3 ans, Werner est subventionné par l'université du Michigan. Durant une courte année il accepte le poste de professeur consultant à Harvard, puis retourne dans le Michigan l'année suivante en tant que maître de recherche en psychologie à l'école de formation Wayne County.
Alors qu'il occupe ses deux postes le travail de Werner reste étendu à plusieurs intérêts, dont le contour, le métacontraste, la perception binoculaire de la profondeur, l'esthétique et les comparaisons liées au développement entre enfants fonctionnant normalement et enfants avec déficience intellectuelle.
En 1942 après la mort de sa femme, il laisse son poste à l'université pour retourner enseigner au Brooklyn College, où il travaille sur les effets des dégâts cérébraux. Un poste qu'il délaisse de nouveau cinq ans plus tard pour occuper une fonction plus prestigieuse au Département de Psychologie et de l'Education de l'université Clark. Ses recherches dans cette université comme pour les autres se concentrent sur la perception et la langue. Il collabore avec ses collègues Seymour Wapner et Bernard Kaplan sur plusieurs projets. Il s'agit du poste qu'il occupa le plus longtemps à l'université puisqu'il y resta 17 ans,.

## Récompenses
- 1955 : La fondation Ford lui offre une subvention de 5 000 $
- 1956 : il est promu membre de l'association The Phi Beta Kappa Society, une société académique honorifique qui promeut l'excellence dans le domaine des arts libéraux et de la sciences.
- 1957 : il reçoit le titre de professeur Émérite à l'Université de Hambourg.
- 1960 : il devient professeur Émérite à l'Université de Clark[2],[1]

## Distancing
Distancing est un concept résultant des travaux sur la psychologie développementale de Heinz Werner et Bernard Kaplan pour décrire le processus d'établissement de l'individualité et l'identité d'un sujet comme une phase essentielle assimilant progressivement des termes avec des symboles. Amenant à une langue de référence, une cognition complète et finalement à une linguistique de communication.
Les travaux de Werner et Kaplan ont été plus tard prolongés et édifiés à travers des pratiques thérapeutiques par les pionniers des thérapies des patients sourdaveugles du docteur Jan Van Dijk, et accentué plus tard par les travaux du docteur Susan Bruce.

## Ses écrits
- Werner, H. (1937). Process and achievement. Harvard Educational Review, 7, 353-368.
- Werner, H. (1940). Comparative psychology of mental development. NY: International Universities Press, Inc.
- Werner, H. (1944). Development of the visuo-motor performance on the marble board test in mentally retarded children. Journal of Genetic Psychology, 64, 269.
- Werner, H. (1946). The concept of rigidity. Psychological Review, 53, 43-52.
- Werner, H. (1957). The concept of development from a comparative and organismic point of view. In D. Harris (Ed.), The concept of development. Minneapolis, Minn: University of Minnesota Press.
- Werner, H., & Kaplan, B. (1963). Symbol formation: An organismic developmental approach to language and the expression of thought. NY: John Wiley.